# Mal Waldron
Malcolm Earl Waldron (New York, 16 agosto 1925 – Bruxelles, 2 dicembre 2002) è stato un pianista e compositore statunitense.
Iniziò a suonare professionalmente a New York nel 1950, dopo essersi laureato. Nel decennio successivo Waldron guidò alcuni gruppi a suo nome e suonò nelle band guidate da Charles Mingus, Jackie McLean, John Coltrane e Eric Dolphy, fra gli altri. Nello stesso periodo, alla fine degli anni cinquanta, Waldron fu il pianista di riferimento dell'etichetta Prestige Records per cui prese parte a dozzine di dischi contribuendo anche con sue composizioni originali fra cui il suo brano più conosciuto, "Soul Eyes". Waldron lavorò anche molto con cantanti e quanto meno deve essere ricordata la sua collaborazione con Billie Holiday negli ultimi anni, dal 1957 al 1959.
Nel 1963, a seguito di un'overdose di eroina, Waldron riportò gravi danni che lo resero incapace di suonare; si riprese gradualmente, recuperando le sue facoltà negli anni successivi e riprendendo la sua carriera di musicista. Abbandonò definitivamente gli Stati Uniti alla metà degli anni sessanta per stabilirsi in Europa, e continuò ad esibirsi sui palcoscenici internazionali fino alla sua morte. Nella sua cinquantennale carriera Waldron ha inciso più di cento album a suo nome e più di 70 con altri leader. Ha scritto composizioni per balletti e molte colonne sonore per il cinema. Come pianista Waldron si colloca fra i principali rappresentanti dell'hard bop e del post-bop nella scena newyorkese degli anni cinquanta ma, negli anni, ha avuto anche esperienze vicine ai linguaggi del free jazz. Il suo stile è riconoscibile per l'uso di accordi dissonanti e per lo stile solistico caratterizzato dalla ripetizione di note e frasi.

## Discografia

### Come leader
- Mal-1 (Prestige, 1956)
- Mal/2 (Prestige, 1957)
- The Dealers (Status, 1957)
- Mal/3: Sounds (New Jazz, 1958)
- Mal/4: Trio (New Jazz, 1958)
- Left Alone (Bethlehem, 1959)
- Impressions (New Jazz, 1959)
- The Quest - con Eric Dolphy e Booker Ervin (New Jazz, 1961)
- All Alone (GTA, 1966)
- Sweet Love, Bitter (Impulse!, 1967)
- Ursula (Musica, 1969)
- Set me Free (Affinity, 1969)
- Free at Last (ECM (Japan), 1969)
- Tokyo Bound (RCA Victor (Japan), 1970)
- Tokyo Reverie (RCA Victor (Japan), 1970)
- Blood and Guts (Futura, 1970)
- Spanish Bitch (ECM (Japan), 1970)
- The Opening - (Futura, 1970)
- The Call (JAPO, 1971)
- Mal: Live 4 to 1 (Philips (Japan), 1971)
- First Encounter con Gary Peacock (RCA Victor (Japan), 1971)
- Number Nineteen (Freedom, 1971)
- Black Glory (Enja, 1971)
- Mal Waldron Plays the Blues (Enja, 1971)
- Signals (Freedom, 1971)
- Journey Without End con Steve Lacy (RCA Victor (Japan), 1971)
- Blues for Lady Day (Black Lion, 1972)
- A Little Bit of Miles (Freedom, 1972)
- Jazz a Confronto 19 (Horo, 1972)
- A Touch of the Blues (Enja, 1972)
- Mal Waldron on Steinway (Teichiku, 1972)
- Mal Waldron with the Steve Lacy Quintet con Steve Lacy (America (France), 1972)
- The Whirling Dervish (America (France), 1972)
- Meditations (RCA Victor (Japan), 1972)
- Up Popped the Devil con Reggie Workman e Billy Higgins (Enja, 1973)
- Hard Talk con Steve Lacy (Enja, 1974)
- Like Old Time con Jackie McLean (RCA Victor (Japan), 1976)
- One-Upmanship con Steve Lacy (Enja, 1977)
- Moods (Enja, 1978)
- Mingus Lives (Enja, 1979)
- Mal 81 (Progressive, 1981)
- News: Run About Mal (Progressive, 1981)
- Snake Out (Hathut, 1981 pubblicato nel 1982)
- Herbe L'oubli (Hathut, 1981 pubblicato nel 1983)
- Lets Call This (Hathut, 1981 pubblicato nel 1986)
- Live at Dreher, Paris 1981 con Steve Lacy (Hathut, 1981) [comprende Snake Out, Herbe L'oubli e Lets Call This con tracce aggiuntive]
- What It Is (1981, Enja Records)
- One Entrance, Many Exits (Palo Alto, 1982)
- In Retrospect (Baybridge, 1982)
- Breaking New Ground (Baybridge, 1983)
- Mal Waldron Plays Eric Satie (Baybridge, 1983)
- You and the Night and the Music (Paddlewheel, 1983)
- Encounters con David Friesen (Muse, 1984)
- Mal Waldron and Alone (CBS/Sony (Japan), 1985)
- Songs of Love and Regret con Marion Brown (Free Lance (France), 1985)
- Dedication con David Friesen - (Soul Note, 1985)
- Space (Vent Du Sud (france), 1986)
- Sempre Amore con Steve Lacy (Soul Note, 1986)
- Update (Soul Note, 1986)
- Left Alone '86 con Jackie McLean (Paddle Wheel, 1986)
- The Git Go - Live at the Village Vanguard (Soul Note, 1986)
- The Seagulls of Kristiansund (Soul Note, 1986)
- Our Colline's a Treasure (Soul Note, 1986 - released 1991)
- Remembering the Moment con David Friesen, Eddie Moore, Jim Pepper e Julian Priester (Soul Note, 1987)
- The Super Quartet Live at Sweet Basil con Steve Lacy (Paddle Wheel, 1987)
- Mal, Dance and Soul (Enja, 1987)
- Evidence (Dark Light, 1988)
- Art of the Duo con Jim Pepper (Tutu, 1989)
- No More Tears (For Lady Day) (Timeless, 1989)
- Crowd Scene (Soul Note, 1989)
- Where Are You? (Soul Note, 1989)
- Quadrologue at Utopia con la partecipazione di Jim Pepper (Tutu, 1989)
- More Git' Go at Utopia con la partecipazione di Jim Pepper (Tutu, 1989)
- Spring in Prague (Alfa Jazz, 1990)
- Hot House con Steve Lacy (Arista/Novus, 1991)
- I Remember Thelonious with Steve Lacy (Nel Jazz, 1992)
- My Dear Family (Evidence, 1993)
- Waldron-Haslam con George Haslam (Slam, 1994)
- After Hours con Jeanne Lee (Owl, 1994)
- Mal, Verve, Black & Blue (Tutu, 1994)
- Two New with George Haslam (Slam, 1995)
- Maturity 4: White Road, Black Rain con Jeanne Lee (Tokuma, 1995)
- Maturity 3: Dual con Takeo Moriyama (Tokuma, 1995)
- Maturity 2: He's My Father con Mala Waldron (Tokuma, 1995)
- Art of the Duo: The Big Rochade con Nicolas Simion (Tutu, 1995)
- Maturity 5: The Elusiveness of Mt. Fuji (Tokuma, 1996)
- Soul Eyes con Jeanne Lee e Abbey Lincoln (BMG, 1997)
- Maturity 1: Klassics (Tokuma, 1998)
- Riding A Zephyr con Judi Silvano (Soul Note, 2000)
- Silence con David Murray
- One More Time con Steve Lacy (Sketch, 2002)
- Left Alone Revisited con Archie Shepp (Enja, 2002)